# HD 189733 A b
HD 189733 A b — экзопланета, ярко-голубой газовый гигант в созвездии Лисички, по размерам сопоставим с Юпитером, обращается вокруг оранжевого карлика HD 189733 A на расстоянии 63 световых года от Солнца. Планета была открыта на орбите звезды HD 189733 A 5 октября 2005 года, когда астрономы во Франции наблюдали, как планета движется по диску звезды. Имея массу на 13 % выше, чем у Юпитера, HD 189733 b вращается вокруг родительской звезды каждые 2,2 дня с орбитальной скоростью 152,5 км/с, что делает его горячим юпитером с плохими перспективами для внеземной жизни. Будучи ближайшим транзитным горячим юпитером к Земле, HD 189733 b является предметом всестороннего изучения атмосферы. Атмосфера HD 189733b была тщательно изучена с помощью приборов с высоким и низким разрешением, как с Земли, так и из космоса. HD 189733 b была первой экзопланетой, для которой была построена карта температур, возможно, зафиксированная с помощью поляриметрии, для определения её общего цвета (ярко-голубой).
В июле 2014 года НАСА объявило об обнаружении очень сухой атмосферы на трёх экзопланетах (HD 189733 A b, HD 209458 b, WASP-12 b), вращающихся вокруг аналогов Солнца.

## Обнаружение
5 октября 2005 года группа астрономов объявила об открытии транзитной планеты HD 189733 A b. Затем планета была обнаружена с помощью доплеровской спектроскопии. Измерения радиальной скорости в реальном времени обнаружили эффект Росситера — Маклафлина, вызванный прохождением планеты перед её звездой, прежде чем фотометрические измерения подтвердили, что планета проходила по диску звезды. В 2006 году группа, возглавляемая Дрейком Демингом, объявила об обнаружении сильного инфракрасного теплового излучения от транзитной экзопланеты HD 189733 A b путём измерения уменьшения потока излучения (уменьшения общего света) во время её вторичного затмения (когда планета проходит за звездой).

## Физические характеристики
HD 189733 A b по массе и размерам немного превосходит Юпитер. При этом экзопланета — одна из самых горячих из известных, так как расстояние от HD 189733 A b до её звезды в 30 раз меньше, чем расстояние от Земли до Солнца. Планета принадлежит к классу так называемых горячих юпитеров — газовых гигантов, расположенных очень близко к центральной звезде системы. Из-за близости к родительской звезде на HD 189733 A b поддерживается температура до 930 °С на светлой стороне, и не опускается ниже 425 °С на тёмной. Период обращения HD 189733 A b вокруг звезды составляет меньше двух с половиной дней. Вероятно, вращение этой планеты синхронизировано с её орбитальным движением — планета всегда повёрнута к звезде одной стороной.
В 2007 году, пользуясь данными телескопа «Хаббл», учёные обнаружили, что у HD 189733 A b есть туманная атмосфера. Когда планета находится между земным наблюдателем и звездой, её атмосфера приобретает красноватый оттенок. Причина этого — в дымке, находящейся в атмосфере. Что именно составляет этот туман — пока точно не известно, но, по предварительным оценкам, это должны быть крошечные пылинки (диаметром менее 1 мкм) — частички железа, силикатов, оксида алюминия.

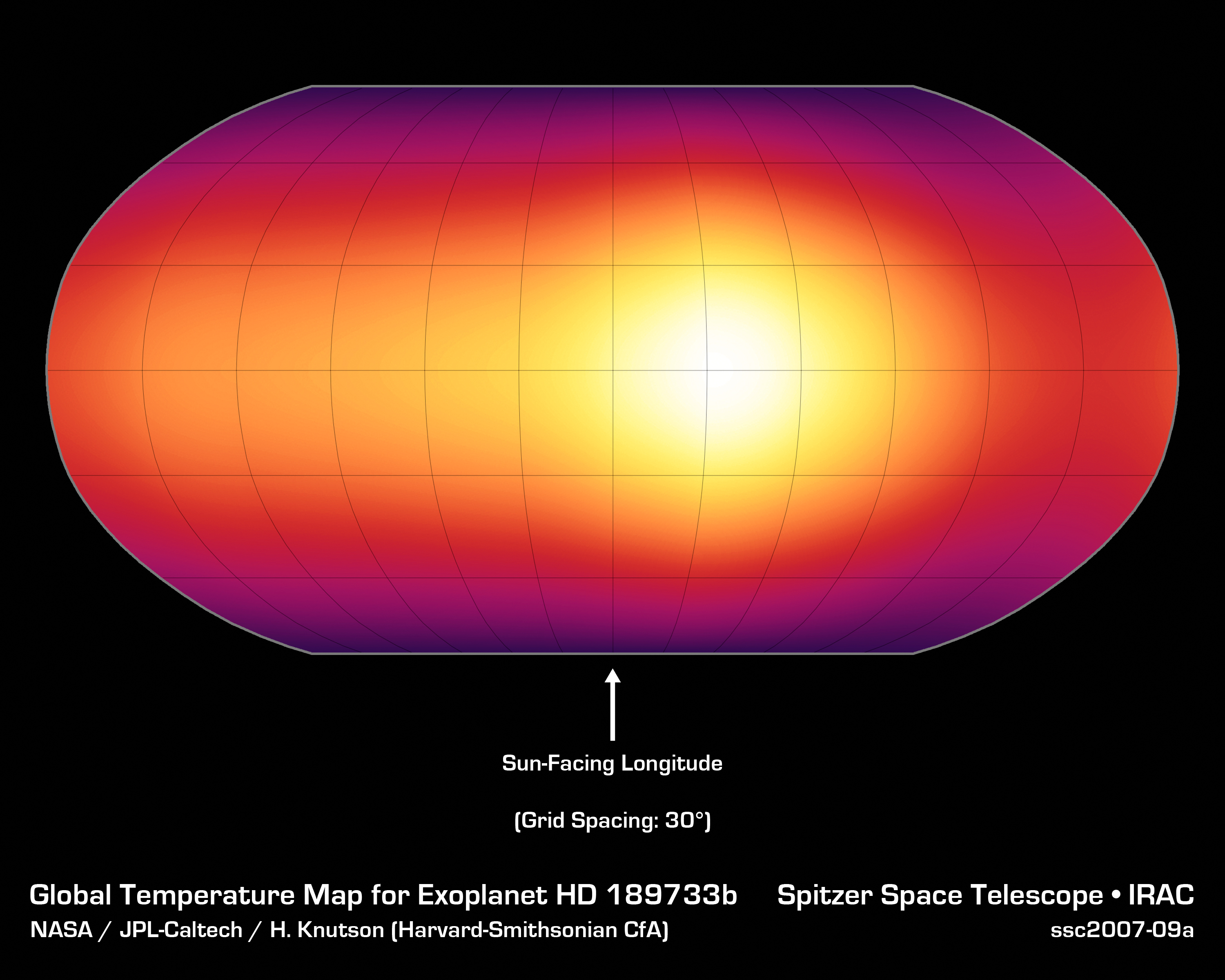
Глобальная температурная карта HD 189733 A b

В конце 2007 года группа астрономов под руководством Светланы Бердюгиной из Цюрихского технологического университета, используя шведский 60-сантиметровый телескоп KVA, который расположен в Испании, смогла напрямую увидеть поляризованный свет, отражённый от этой планеты, и при помощи дополнительных специальных фильтров изучить его. Изучение характера поляризации показало, что размер атмосферы, которая отражает свет, более чем на 30 % превышает диаметр самой планеты; скорее всего, атмосфера состоит из частиц размером менее 0,5 мкм, например, атомов, молекул, крошечных частичек пыли или, возможно, водяного пара. Максимум поляризации наблюдается, когда звезда освещает ровно половину планеты (раз в двое суток).
Для HD 189733 A b впервые в истории исследования экзопланет удалось составить карту температур на поверхности. По инфракрасным наблюдениям космического телескопа «Спитцер» температура атмосферы планеты варьируется от 425 до 930 °C. При этом самое горячее место на поверхности HD 189733 A b находится не в точке, указывающей точно на звезду, а смещено на 30 градусов восточнее. Это смещение говорит о постоянно дующем с запада на восток урагане в атмосфере этой планеты. Он и переносит тепловую энергию. Исследователи оценили его скорость приблизительно в 9600 км/час.
Изначально существовала гипотеза, что в атмосфере планеты должно быть много воды, однако цвета планеты обусловлены наличием в её атмосфере частичек силикатов, рассеивающих видимый свет в синей части спектра. После некоторых сомнений эти данные подтвердились: при помощи телескопа «Спитцер», который и открыл данную планету, удалось обнаружить пары́ воды в лучах света в тот момент, когда HD 189733 A b проходила перед своей звездой. При этом планета не может считаться обитаемой из-за слишком высокой температуры (в среднем 727 °C). Однако существование воды на HD 189733 A b показывает возможность обнаружения воды и на других планетах, многие из которых могут быть гораздо более благоприятны для жизни. Также с помощью наземных телескопов были найдены следы метана в атмосфере, находящегося в особом «флуоресцентном» состоянии, испускающего электромагнитное излучение в ИК-диапазоне. Это состояние метана говорит о наличии в атмосфере HD 189733 A b какой-то активности, но её природу астрономам ещё предстоит установить.
Планетарная система, в которой расположена HD 189733 A b, довольно хорошо изучена земными и орбитальными телескопами, но впервые учёным удалось определить, как выглядит планета в оптическом диапазоне. Осуществить это удалось благодаря измерению альбедо планеты, то есть её отражающей способности в оптическом диапазоне. При прохождении планеты сквозь диск звезды учёные зафиксировали снижение яркости всей системы в той части спектра, который соответствует видимому голубому цвету. При помощи телескопа HARPS удалось определить, что скорость ветра в атмосфере планеты составляет 2 км/с .

### Видимый цвет
В 2008 году команда астрофизиков обнаружила видимый цвет планеты с помощью поляриметрии, что было первым таким успехом. Этот результат, похоже, был подтверждён и уточнён той же командой в 2011 году. Они обнаружили, что альбедо планеты значительно больше в синем свете, чем в красном, скорее всего, из-за рассеяния Рэлея и молекулярного поглощения в красном. Синий цвет планеты был впоследствии подтверждён в 2013 году, что сделало HD 189733 A b первой экзопланетой, чей общий цвет был определён двумя различными методами. Эти измерения в поляризованном свете с тех пор были оспорены двумя отдельными группами, использующими более чувствительные поляриметры, с верхними пределами поляриметрического сигнала, предоставленного в них.
Синий цвет планеты может быть результатом рассеяния Рэлея. В середине января 2008 года спектральные наблюдения во время транзита планеты с использованием этой модели показали, что, если бы существовал молекулярный водород, его атмосферное давление составляло бы 410 ± 30 мбар и равнялось 0,1564 солнечным радиусам. Модель аппроксимации Ми также обнаружила, что в атмосфере планеты имеется возможный конденсат, силикат магния. Температура планеты согласно моделям составляет 1340–1540 К . Эффект Рэлея подтверждается в других моделях и очевидным отсутствием более холодной затенённой стратосферы ниже её внешней атмосферы. В видимом излучении спектра, благодаря их высоким сечениям поглощения, могут быть исследованы атомарный натрий и калий. Например, используя спектрограф UVES высокого разрешения на VLT, натрий был обнаружен в атмосфере, и были исследованы другие физические характеристики атмосферы, такие как температура.

### Погода и дожди из расплавленного стекла
Погода на HD 189733 A b смертельна. Ветры, состоящие из частиц силиката, дуют со скоростью 8700 км/ч. При наблюдении за этой планетой также обнаружено, что на этой планете идут дожди из расплавленного стекла.

### Водяной пар, кислород и органические соединения
Наблюдения с использованием космического телескопа Хаббл подтверждают присутствие водяного пара, нейтрального кислорода, а также органического соединения метана. Позже наблюдения VLT также обнаружили присутствие угарного газа на дневной стороне планеты.